# Cerkiew św. Michała Archanioła w Witryłowie
Cerkiew św. Michała Archanioła w Witryłowie – drewniana filialna cerkiew greckokatolicka, znajdująca się w Witryłowie, obecnie użytkowana przez Kościół rzymskokatolicki.

## Historia
Świątynia została wzniesiona w roku 1812. Na początku XX wieku przebudowano ją, jednocześnie zatracając styl (usunięto kopułę). Jest to budowla drewniana o konstrukcji zrębowej, dwudzielna, na kamiennym podmurowaniu. Prezbiterium jest kształtem zbliżone do kwadratu, chór muzyczny został wsparty na dwóch filarach. Nawa jest prostokątna z wydzielonym wewnątrz babińcem. Od zachodu znajduje się przedsionek czworoboczny o konstrukcji słupowo-ramowej. Zachował się krzyż procesyjny z początku XIX wieku, malowany dwustronnie, przedstawia Chrystusa Ukrzyżowanego i Chrystusa w Grobie. Dach ma konstrukcję czterospadową, zwieńczony wieżyczką, jest wspólny dla nawy i prezbiterium. W ośmiobocznej wieżyczce znajduje się sygnaturka z początku XX wieku

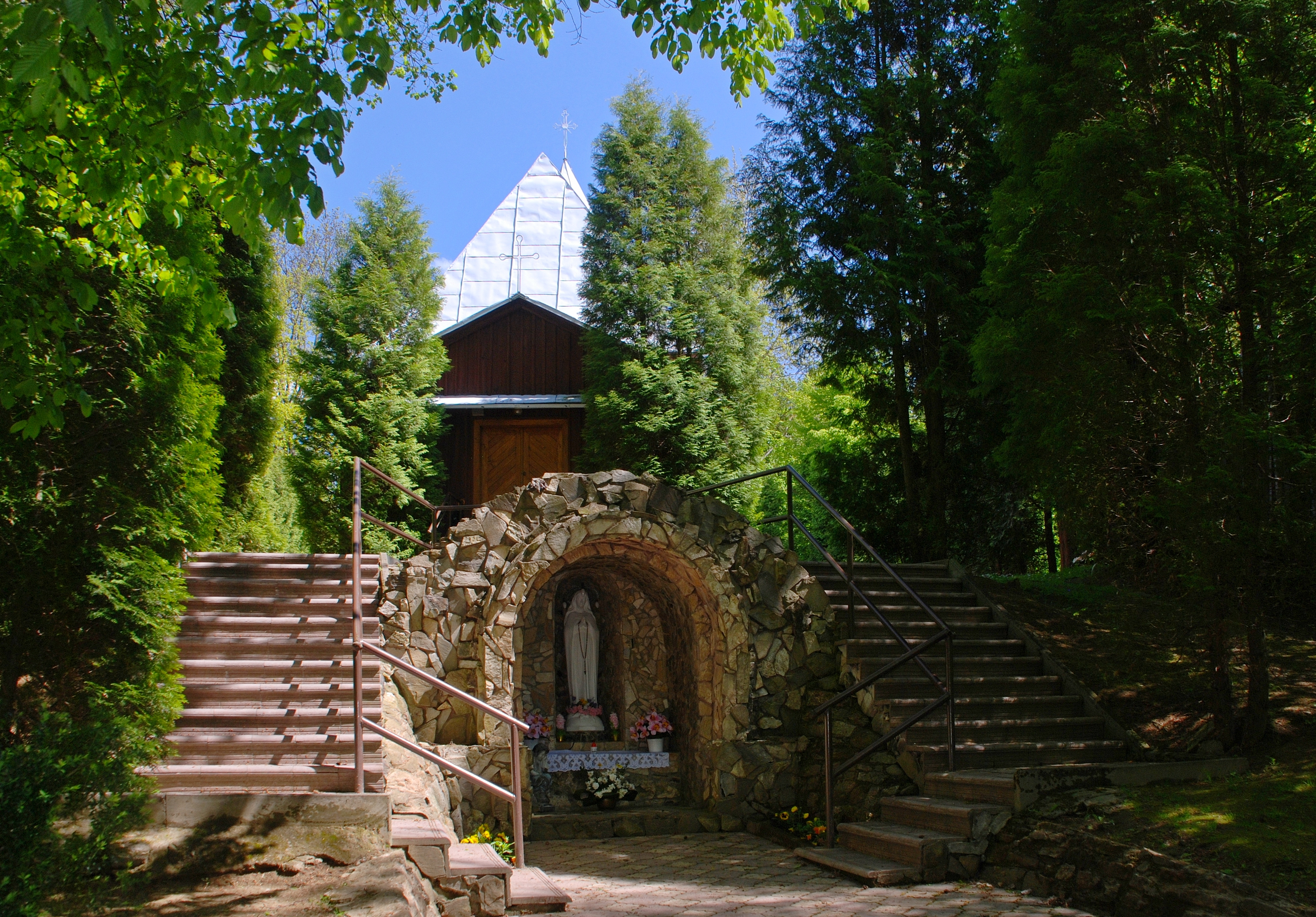
Elewacja frontowa
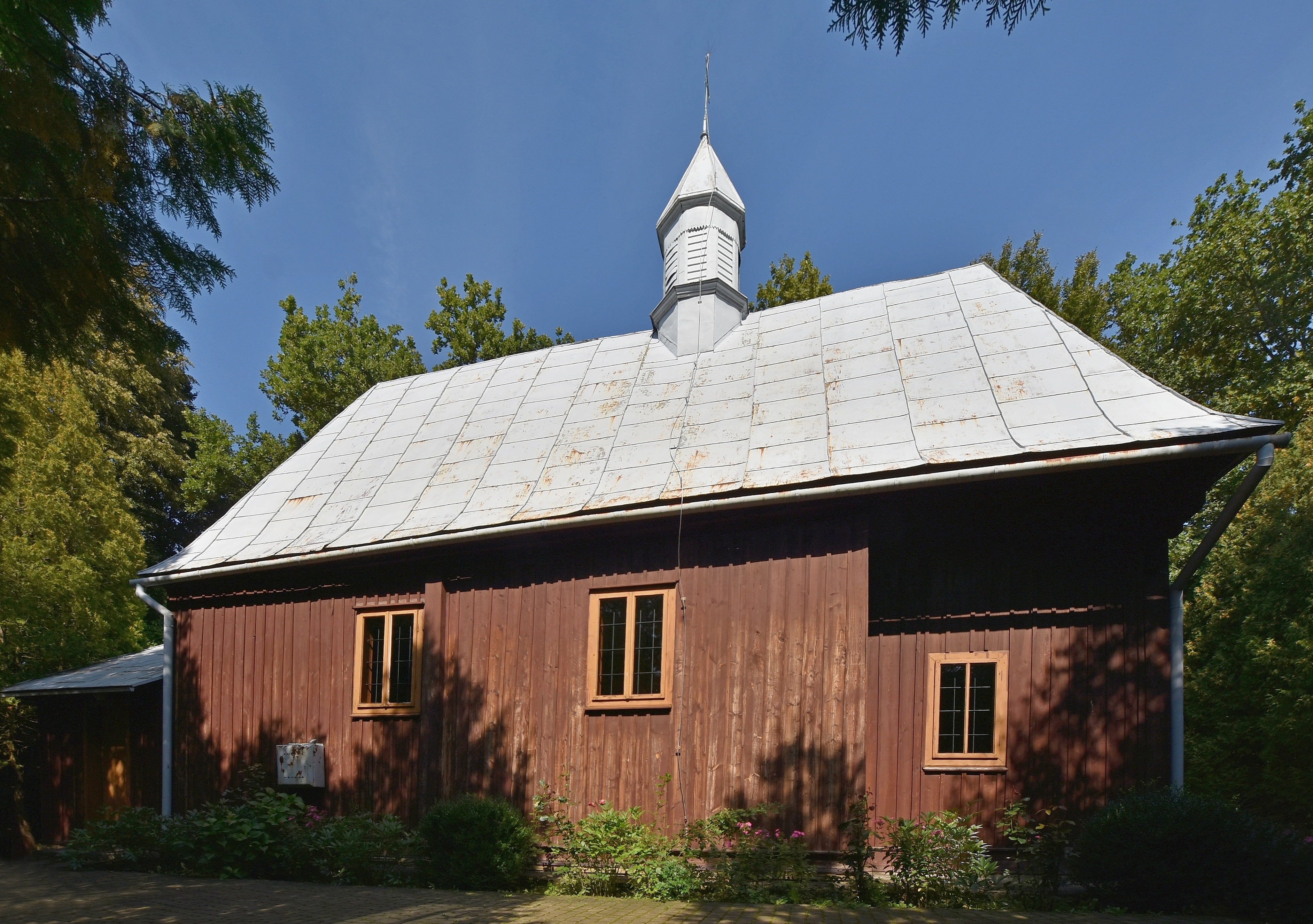
Elewacja boczna
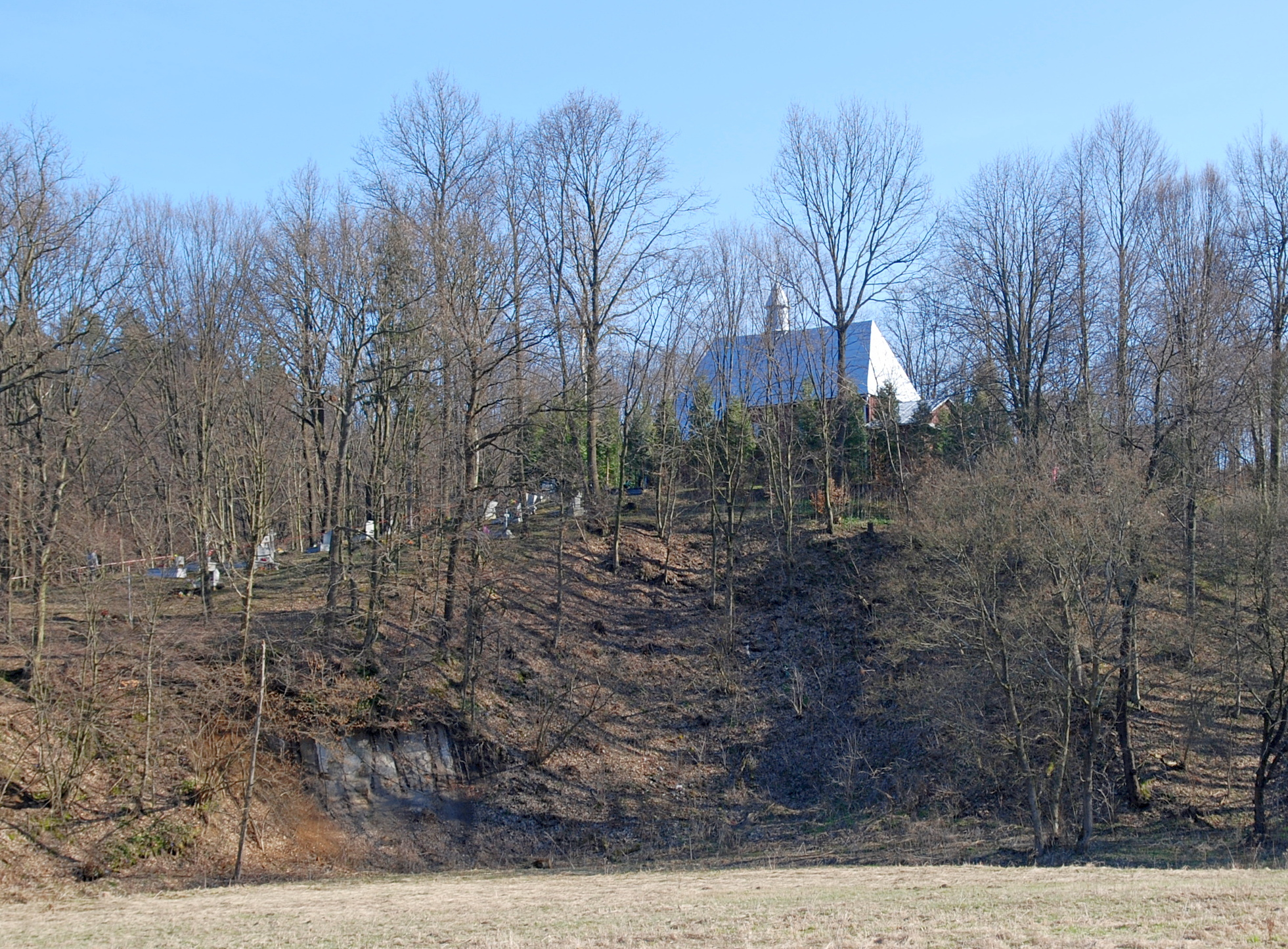
Widok ogólny

W latach 1914–1920 większość mieszkańców Witryłowa zmieniła obrządek na łaciński, wskutek czego w roku 1935 na 1060 mieszkańców tylko 250 było grekokatolikami.
Po 1947 cerkiew została opuszczona i uległa częściowemu zniszczeniu. W latach 1980–1981 przeprowadzono remont kapitalny i odtąd służy jako kościół rzymskokatolicki.
Cerkiew należała do parafii greckokatolickiej w Końskiem.